# História de Singapura
A história de Singapura começa quando a ilha de Temasek é renomeada de Singapura (Cidade dos Leões), no século XIV, apesar de que existem registros escritos que podem se referir a ilha datando do século III. Em 1819, o inglês Thomas Raffles constrói um porto britânico, a ilha se torna um importante posto comercial no sudeste asiático.

## Singapura Antiga
O primeiro registro escrito de Singapura pode estar em um texto chinês do século III, descrevendo a ilha de Pu Luo Chung (蒲 罗 中), e acredita-se que isso é uma transcrição do nome malaio Pulau Ujong, ou "ilha no final" (final pode se referir à península da Malásia). O Nagarakretagama, um poema épico javanês de 1365, se refere a um povoado na ilha chamado de Tumasik. O nome Temasek também aparece no Sejarah Melayu, que contém a história de um príncipe (Seri Tri Buana) que desembarcou em Temasek no século XIII.
Em 1320, o império mongol enviou uma missão comercial a um lugar chamado Long Ya Men (ou "estreito do dente de dragão"), que se acredita ser o porto de Keppel na parte sul da ilha. O chinês Wang Dayuan, visitando a ilha por volta de 1330, descreveu Long Ya Men como um dos dois assentamentos distintos na ilha, o  outro sendo Ban Zu (do malaio pancur). Wang diz que os nativos da ilha (provavelmente Orang Laut) e chineses viviam em Long Ya Men. Singapura tem uma das comunidades chinesas mais antigas fora da China, e a mais antiga com evidência arqueológica.
No século XIV, o Império Serivijaia já estava em declínio, e Singapura foi pega na disputa entre Sião (atual Tailândia) e o Império de Majapait (centrado em Java) pelo controle da Malásia. O Sejarah Melayu descreve que Singapura foi capturada pelos Majapahit, e o último rei, o sultão Iskandar Shah, fundou o sultanato de Malaca. Os portugueses por outro lado registraram que Temasek foi um vassalo de Sião, e que Parameswara (que se acredita ser o sultão Iskandar Shah) foi forçado a ir para Malaca, onde fundou o sultanato.
O sultanato de Malaca estendeu sua autoridade sobre a ilha, entretanto, quando os portugueses chegaram no começo do século XVI, Singapura já estava em ruínas, segundo Afonso de Albuquerque. Os portugueses conquistaram Malaca em 1511, e o sultão escapou para o sul criando o sultanato de Johor. Porém, em 1613, os portugueses destruíram o assentamento na ilha, que permaneceu abandonada por dois séculos.